# Molnár Bertalan Vid
Molnár Bertalan Vid, OSB (Győrszentiván, 1878. június 11. – Budapest, 1935. november 7.) gimnáziumi tanár, bencés pap.

## Élete
1897. augusztus 8-án lett a rend tagja, Pannonhalmán végzett teológiai tanulmányokat, majd 1904. június 12-én ünnepélyes fogadalmat tett, s június 27-én szentelték pappá. Latin és görög nyelvet tanított a soproni gimnáziumban, 1917-18-ban házgondnok volt. 1918-22-ben Pannonhalmán működött mint házgondnok, 1921-22-ben Kőszegen tanított a gimnáziumban. 1922 és 1930 között Pannonhalmán volt újoncmester, 1928-ig prefektus, majd 1930-tól főpénztárnok. 1934-35-től nyugdíjasként élt Celldömölkön, s ezt követően Balatonfüreden.

## Műve
- Sancti Benedicti regula monasterium. Szt Benedek rendszabályai. S.a.r. Pannonhalma, 1929